# Schizothorax integrilabiatus
Schizothorax integrilabiatus és una espècie de peix cipriniforme de la família dels ciprínids que es troba a la Xina.